# Lambda Hydrae
Désignations
Lambda Hydrae (en abrégé λ Hya) est une étoile binaire de la constellation de l'Hydre. Sa magnitude apparente est de 3,61. D'après la mesure de sa parallaxe annuelle par le satellite Hipparcos, le système est situé à environ ∼ 113 a.l. (∼ 34,6 pc) de la Terre. Il s'éloigne du Système solaire à une vitesse radiale de +19 km/s.
Lambda Hydrae est une binaire spectroscopique avec une période orbitale de 1 585,8 jours (4,34 ans) et avec une excentricité de 0,14. Sa composante visible est une étoile géante rouge de type spectral K0IIIb CN0,5, avec la notation « CN0,5 » qui indique qu'il s'agit d'une étoile à CN marginale. C'est une géante du red clump, qui génère son énergie par la fusion de l'hélium dans son noyau. L'étoile est 52 fois plus lumineuse que le Soleil.